# Brněnské Ivanovice (zámek)
Zámek Brněnské Ivanovice (též zámek Nenovice) se nachází v jižní části městské čtvrti Brněnské Ivanovice v okrese Brno-město. Malý jednokřídlý jednopatrový barokní zámek vznikl v letech 1682–1686 přestavbou starší tvrze. Sloužil jako správní sídlo a místní rezidence opatů cisterciáckého kláštera na Velehradě. Po zrušení kláštera se v jeho držení vystřídala řada soukromých majitelů. Zámek a okolní hospodářské budovy jsou chráněny jako kulturní památka.

## Historie

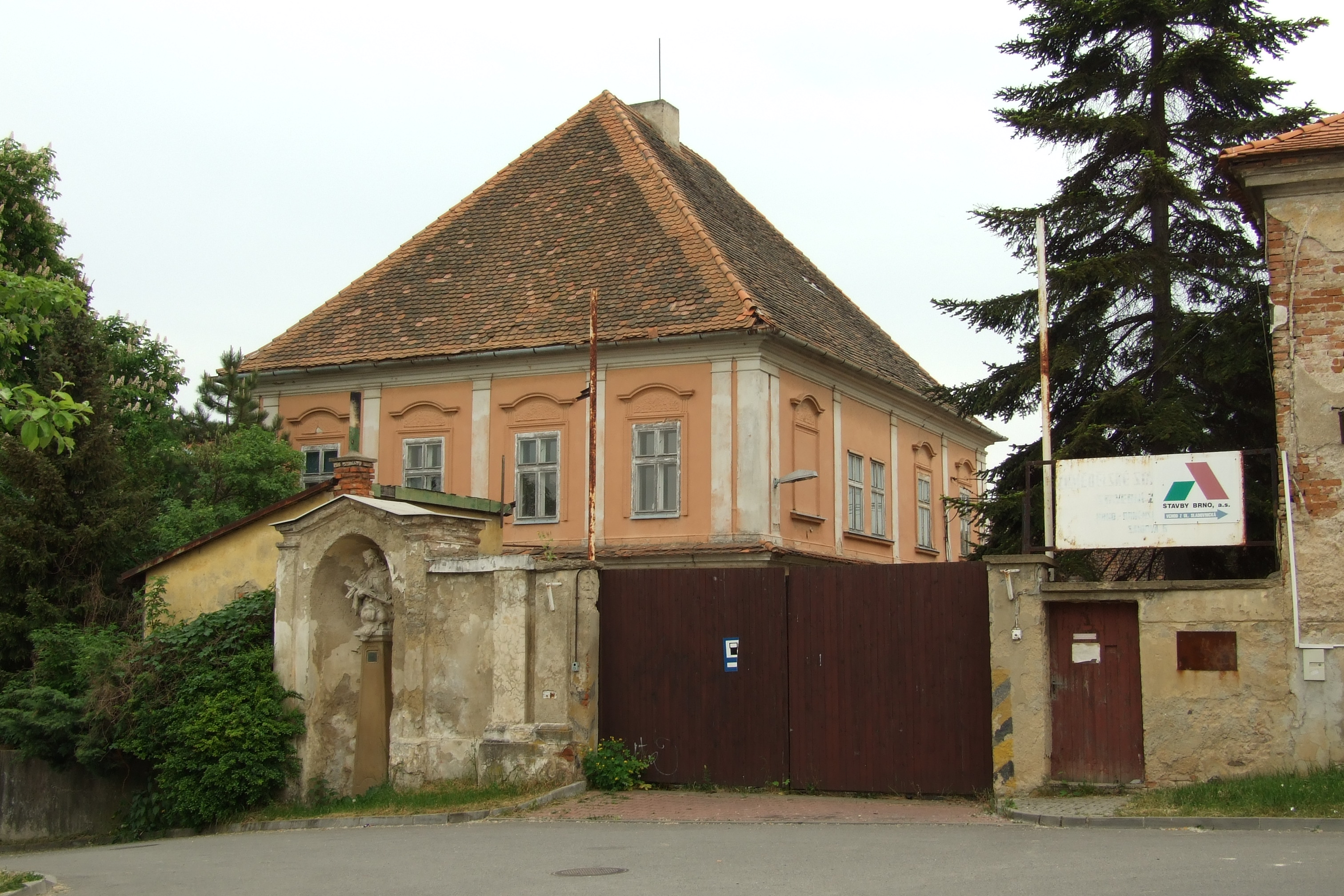
barokní správní budova čp. 272/5

Brněnské Ivanovice náležely velehradskému klášteru cisterciáků od 13. století. Jako centrum správy zdejšího statku vybudoval klášter ve 14. století malou tvrz. Hospodářský dvůr byl po třicetileté válce obnoven v letech 1650–1652. Podle zadání velehradského opata Františka Petra Sylaveckého proběhla v letech 1682–1686 výstavba malého zámku (možná přestavbou starší tvrze). Měl sloužit jako sídlo správy statku. Projekt stavby údajně vytvořil Giovanni Pietro Tencalla. Původně správní objekt začali postupně velehradští opati využívat jako rezidenci při návštěvách zemského hlavního města Brna. Za vlády opata Bernarda Kašpárka (1691–1699) byla kolem zámku založena rozlehlá zahrada. V letech 1725–1739 sloužil na nenovickém statku jako zplnomocněný zástupce velehradského kláštera cisterciák Engelbert Hermann (1675–1744). Nechal na zámku zbudovat kapli Panny Marie a opatřit jej štukovou výzdobou, kterou zhotovil nejspíše Baldassare Fontana. Byla také postavena správní budova (č. p. 272/5) a postupně upravovány a budovány nové hospodářské objekty. Roku 1750 postihl ves ničivý požár, po něm zůstal zachován pouze zámek a sýpka. V roce 1784 byl velehradský klášter zrušen a statek připadl náboženskému fondu. Po roce 1790 jej vlastnili různí soukromí majitelé. Po delší dobu, v letech 1826–1919 jej držela rodina Čaderských. Poté jej koupila Marie Fossek z Laa an der Thaya, které byl na základě Benešových dekretů v roce 1945 zabaven. Po roce 1948 využívaly hospodářský dvůr se zámkem různé podniky zemědělského stavebnictví (1966–1995 Zemědělské stavby). V letech 1980 až 1984 proběhla rekonstrukce zámku a správní budovy 272/5. Areál byl roku 1992 ve vlastnictví státu, po privatizaci jej získal podnik Zemědělské stavby, a.s. Poté vystřídal několik majitelů, od roku 2001 patří firmě Jamoz, s.r.o., působí zde několik dalších subjektů.

## Popis

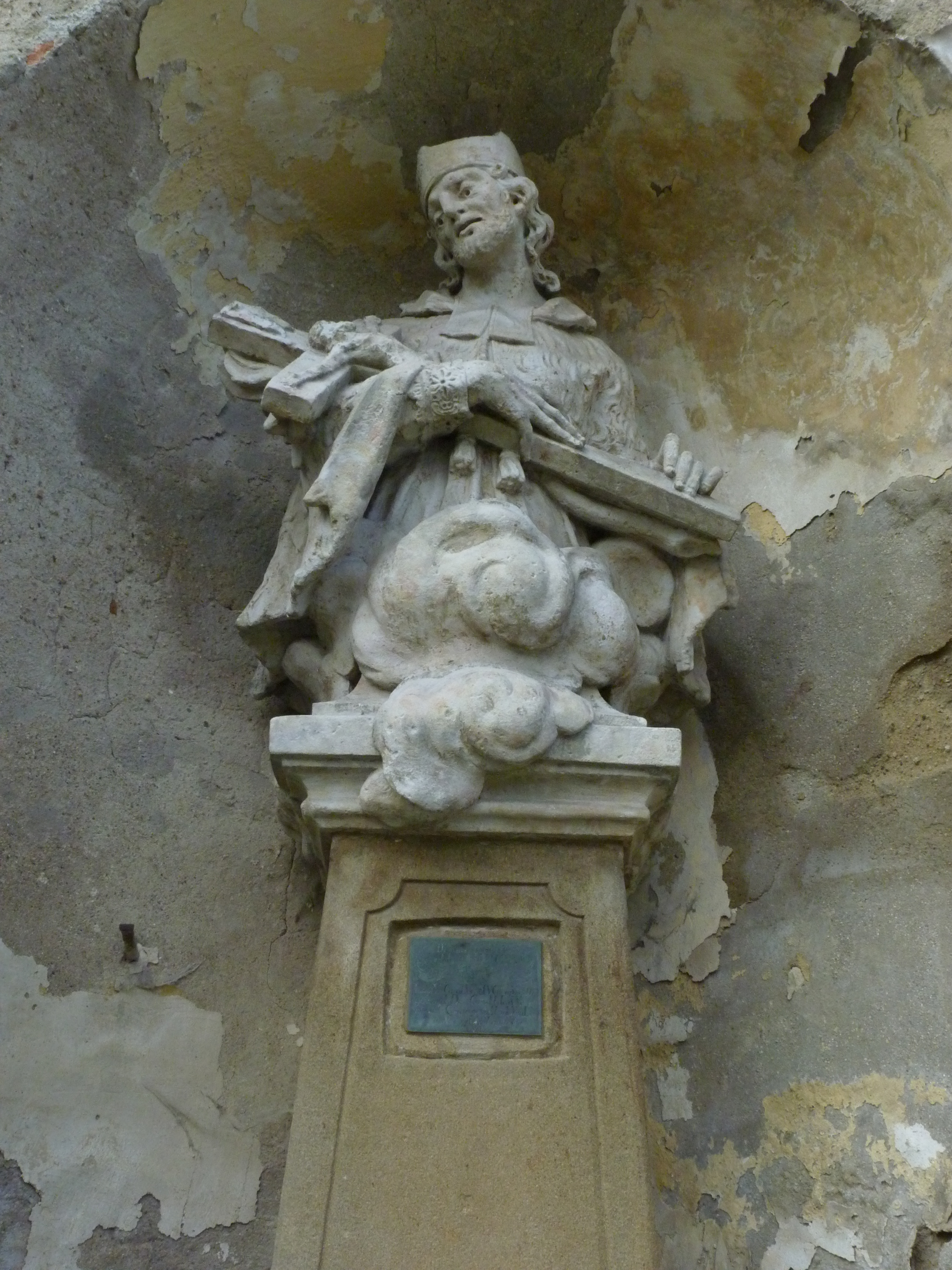
socha svatého Jana Nepomuckého

Zámek je malá, osamoceně stojící jednokřídlá jednopatrová dvoutraktová budova. Ze severní strany východního průčelí vystupuje nárožní útvar s nadstaveným patrem. Střecha je sedlová, osazená vikýři. Fasády jsou hladké, prolomené obdélnými okny. Ta jsou rámována šambránami a parapetními a nadokenními římsami. Nad vstupem se nachází kamenná kartuš s rámem, obsahující znak velehradského kláštera s letopočtem 1683 a iniciálami F.P.S.A., upomínajícími na stavebníka zámku, opata Sylaveckého.
Chodba a místnosti v přízemí mají valenou klenbu s výsečemi. V patře jsou rovné stropy na fabionech. Místnosti mají bohatou štukovou výzdobu od Baltasara Fontany. Nárožní útvar obsahuje malou obdélnou kapli Panny Marie. Její stěny pokrývá umělý mramor a cenná štuková výzdoba. Strop pokrývá freskový obraz cisterciáka uctívajícího Pannu Marii. Při delší straně stojí zděný retabulární oltář s replikou obrazu Brněnské madony. Výplně po stranách oltáře obsahují obrazy sv. Metoděje a Cyrila, jejich autorem je pravděpodobně František Řehoř Ignác Eckstein.
V nice ohradní zdi u vstupu do areálu ze Saidovy ulice stojí socha svatého Jana Nepomuckého od Jana Adama Nesmanna, datovaná 1766, která je samostatnou kulturní památkou.